# Villa Schurich

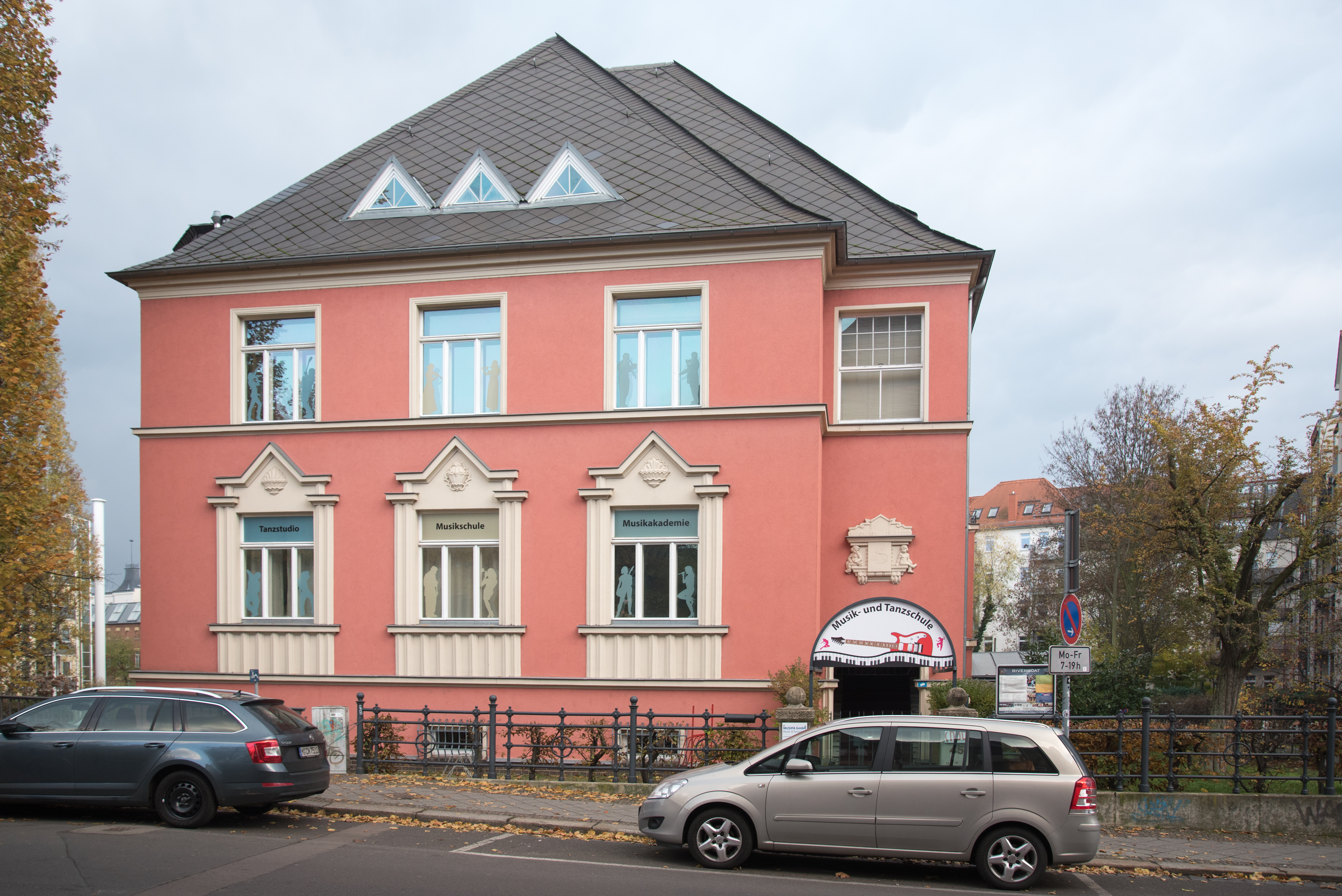
Die Villa Schurîch (2016)

Die Villa Schurich ist eine ehemalige Fabrikantenvilla im Leipziger Stadtteil Plagwitz. Sie steht unter Denkmalschutz.

## Lage und Beschreibung
Die Villa Schurich steht an der Erich-Zeigner-Allee 45 unmittelbar neben der Elisabethbrücke über den Karl-Heine-Kanal. Über das Grundstück führt der Zugang zum Riverboat-Gebäude, aus dem von 2003 bis 2008 die gleichnamige Fernsehshow gesendet wurde.

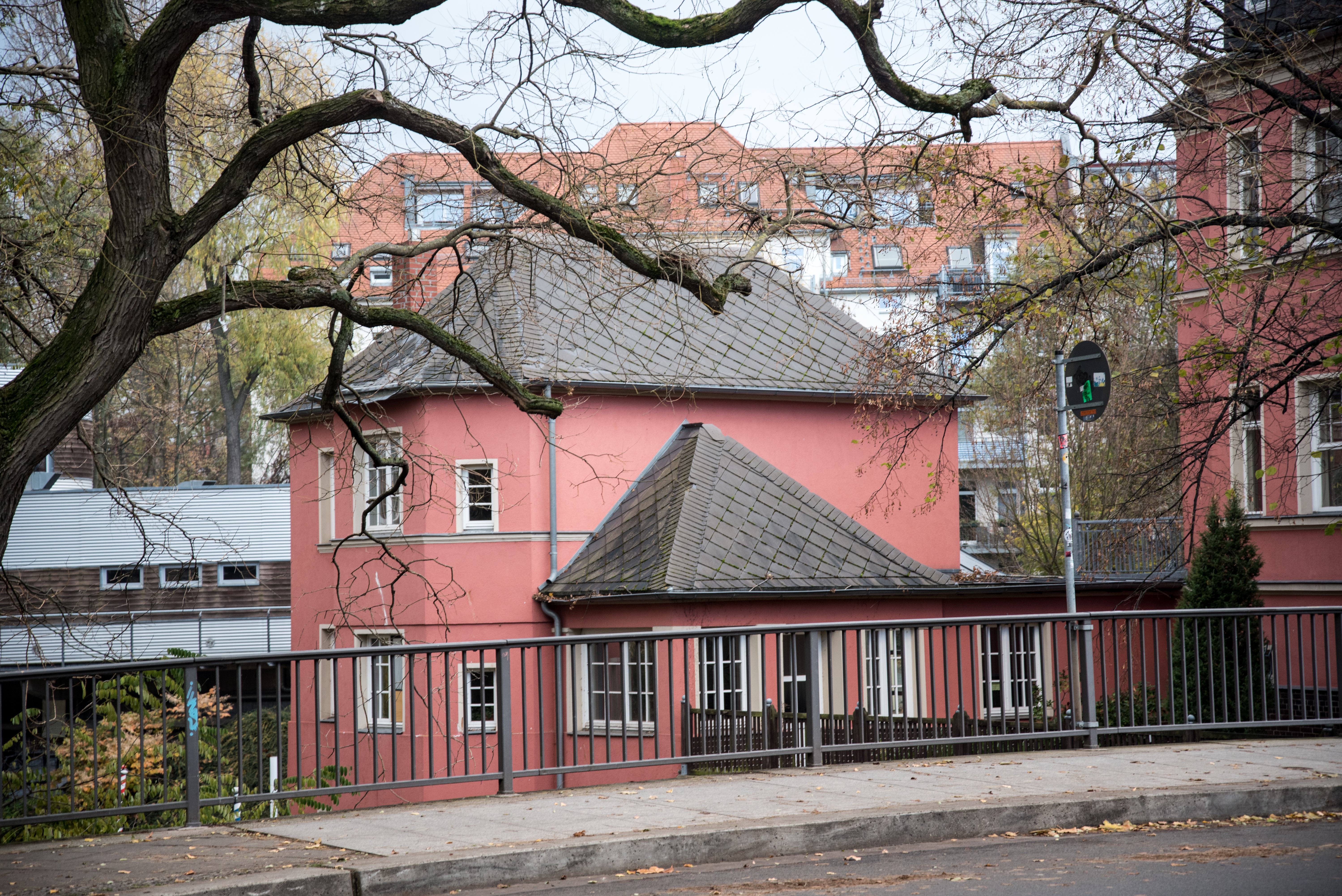
Das Nebengebäude (2016)

Die Villa Schurich ist ein zweigeschossiges Gebäude im Stil des Art déco mit einem hohen Sockelgeschoss. Wegen der roten Putzfassade wird es auch „Villa Rossa“ genannt. Es besitzt ein differenziert gegliedertes, schiefergedecktes Walmdach mit Dachgauben und zwei ausgebauten Dachgeschossen. Die Fenster im Erdgeschoss sind mit Art-déco-Elementen gestaltet. Über dem etwas zurückgesetzten Eingang sind mit einer Puttenverzierung die Buchstaben AS für Alfred Schurich zu erkennen.
In dem etwas abfallenden Hofgelände schließt sich an den Hauptbau und zum Kanal orientiert ein Nebengebäude an. Die ebenfalls denkmalgeschützte Einfriedung zur Straße besteht aus Stahlrohren, die unter Verwendung von profilierten Kreuzungsstücken zu einem Zaun verbunden sind. Es ist die erhaltene Fortsetzung des ehemaligen Geländers der Elisabethbrücke.

## Geschichte

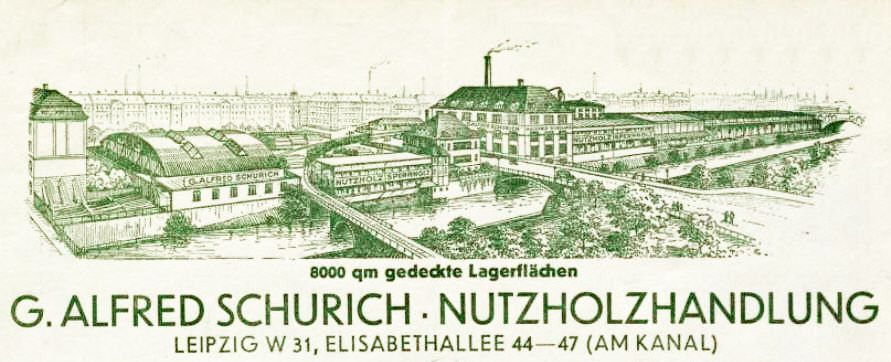
Briefkopf von 1936 mit der Villa inmitten des Betriebsgeländes

Alfred Schurich, der Besitzer des 1876 gegründeten Baugeschäfts und Holzhandels, erbaute 1926/1927 eine Villa an oben beschriebener Stelle, damals inmitten seines Betriebsgeländes. das sich bis über die heutige Erich-Zeigner-Allee erstreckte und einen über den Karl-Heine-Kanal führenden Gleisanschluss besaß.
Als Bauherr und Baumeister übernahm Schurich von der Zeichnung bis zur Ausführung beider Gebäude alle Funktionen.
Zerstörungen im Zweiten Weltkrieg waren nicht zu beklagen. 1948 ging der Betriebsteil westlich der Erich-Zeigner-Allee in den VEB Holzbearbeitendes Handwerk über, während das übrige Betriebsgelände als Lagerplatz des VEB Bodenbearbeitungsgerätewerk Leipzig diente. Alfred Schurich wohnte gemäß dem Leipziger Adressbuch 1949 noch in der Villa.
2003 wurde auf der ungenutzten Eisenbahnbrücke am ehemaligen Firmengelände nach Entwürfen des Architekten Manfred Denda ein schiffähnliches Gebäude errichtet, das Riverboat. Ergänzend wurde noch eine Bootsanlegestelle gebaut. Seit Einstellung der Sendeübertragungen 2008 und einigen Jahren Leerstand wird das Riverboat zu verschiedenen Kulturveranstaltungen genutzt, beziehungsweise auch vermietet. In der Villa wird eine Musik- und Tanzschule betrieben.